# Lilium primulinum

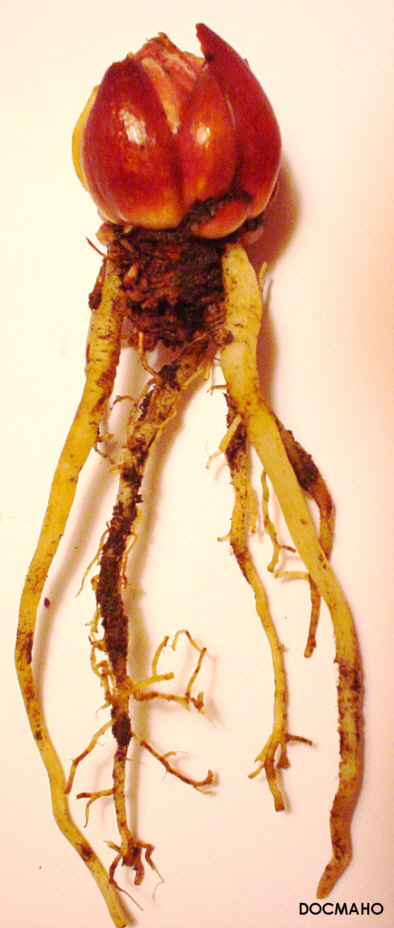
Lilium primulinum, Zwiebel

Lilium primulinum ist eine Pflanzenart aus der Gattung der Lilien (Lilium) in der Asiatischen Sektion innerhalb der Familie der Liliengewächse (Liliaceae).

## Beschreibung
Lilium primulinum ist eine mehrjährige krautige Pflanze, die Wuchshöhen von 70 bis 200 Zentimetern erreicht. Die Zwiebeln sind annähernd rund, aus weißen lanzettförmigen Schuppen zusammengesetzt und erreichen einen Durchmesser von 3,5 bis 6 cm.
Der Stängel ist an der Oberfläche rau. Die zahlreichen frei um den Stängel verteilten Laubblätter sind lanzettförmig bis länglich-rund lanzettförmig, zwischen 3 und 12 Zentimeter lang und 8 bis 14 Millimeter breit. Sie sind kahl und unterseits dreinervig.
Sie blüht von Juli bis Oktober mit vier bis neun in einer Rispe nickenden Blüten. Die sechs zurückgeschlagenen Blütenhüllblätter (Tepalen) sind länglich-rund bis länglich-rund umgekehrt-lanzettlich und 3 bis 9 Zentimeter lang sowie etwa 1 bis 1,7 Zentimeter breit. Die inneren Blütenhüllblätter sind etwas breiter als die äußeren. Die Grundfarbe der Blüten ist primelgelb oder grünlichgelb und bei der Nominatform ungepunktet. Die Antheren sind 10 bis 12 mm lang und dunkelbraun, die Pollen sind zinnoberrot und die Filamente sind 14 bis 55 mm lang und grün mit einer klebrigen Oberfläche. Der Griffel ist 4,2 bis 5 cm lang und die Narbe ist 1,5 cm bis zu 1,7 cm stark. Die Nektarien sind nicht papillös. Die Samen reifen in etwa 4 bis 7 cm langen und 28 bis 30 mm breiten länglich-runden, braunen Samenkapseln heran.

## Verbreitung
Lilium primulinum wächst an grasigen Hängen oder in Gebirgswäldern in Höhenlagen von 1200 bis 2700 m NN.
Die Nominatform ist ausschließlich in Myanmar zu finden, während die Varietäten auch in den Provinzen Sichuan, Guizhou und Yunnan in der Volksrepublik China sowie Thailand verbreitet sind.

## Taxonomie und Systematik
Die Erstbeschreibung von John Gilbert Baker ist 1892 veröffentlicht worden.
Neben dem nominotypischen Taxon Lilium primulinum var. primulinum existieren noch zwei Varietäten:
- Lilium primulinum var. ochraceum (Franch.) Stearn: Sie kommt in China, Laos und Vietnam vor.[2]
- Lilium primulinum var. burmanicum (W.W.Sm.) Stearn. Diese Varietät wurde 1922 als Lilium nepalense var. burmanicum W.W.Sm. erstbeschrieben. Ihre Blüte ist größer. Sie kommt in Myanmar, Thailand sowie in Yunnan vor.